# Pim Doesburg
Willem "Pim" Doesburg (født 28. oktober 1943 i Rotterdam, Holland, død 18. november 2020) var en hollandsk fodboldspiller (målmand), der vandt sølv med det hollandske landshold ved VM i 1978.
Doesburg er noteret for 687 kampe i i den bedste nederlandske række, Eredivisie, hvilket er rekord.

## Karriere
Doesburg spillede hele sin karriere i hjemlandet, hvor han var tilknyttet Sparta Rotterdam og PSV Eindhoven, begge klubber ad to omgange. Med Sparta vandt han i 1966 den hollandske pokaltitel KNVB Cup, mens han som veteran langt oppe i fyrrerne vandt det hollandske mesterskab med PSV i både 1986 og 1987.
Doesburg spillede desuden otte for Hollands landshold. Han var en del af den hollandske trup, der vandt sølv ved VM i 1978 i Argentina, men var dog ikke på banen i turneringen. Han deltog også ved EM i 1980 i Italien. Her spillede han én kamp, hollændernes indledende gruppekamp mod Grækenland, hvor han blev indskiftet for førstevalget Piet Schrijvers efter kun 16 minutters spil. Han holdt målet rent i resten af kampen, og hollænderne vandt opgøret med 1-0.

## Titler
Æresdivisionen
- 1986 og 1987 med PSV Eindhoven

KNVB Cup
- 1966 med Sparta Rotterdam